# 一朵花杜鹃
一朵花杜鹃（学名：Rhododendron monanthum）为杜鹃花科杜鹃花属的植物。分布于缅甸以及中国大陆的西藏、云南等地，生长于海拔2,000米至3,600米的地区，多生于常附生树上、林中以及高山灌丛草地，目前已由人工引种栽培。